# Palma Tulijá
Palma Tulijá är en ort i Mexiko.   Den ligger i kommunen Salto de Agua och delstaten Chiapas, i den sydöstra delen av landet, 800 km öster om huvudstaden Mexico City. Palma Tulijá ligger 132 meter över havet och antalet invånare är 169.
Terrängen runt Palma Tulijá är varierad. Runt Palma Tulijá är det ganska tätbefolkat, med 54 invånare per kvadratkilometer. Närmaste större samhälle är San Juan Tulija, 5,2 km öster om Palma Tulijá. I omgivningarna runt Palma Tulijá växer i huvudsak städsegrön lövskog.